# Chancery Lane (stanice metra v Londýně)
Chancery Lane je stanice metra v Londýně, otevřená dne 30. července 1900. Dřívější jméno znělo Chancery Lane (Gray's Inn). 25. ledna 2003 se porouchal motor jedné ze souprav. Pasažéři byli evakuováni. Tato stanice má nejkratší eskalátor v celém londýnském metru. Autobusové spojení zajišťují linky 8, 25, 17, 45, 46, 242, 341, 521 a noční linka N8. Stanice se nachází v přepravní zóně 1 a leží na lince:
- Central Line mezi stanicemi Holborn a St. Paul's.

V letech 1900-1933 se stanice nacházela mezi British Museum a St. Paul's.
| Rok  | Počet cestujících |
| ---- | ----------------- |
| 2011 | 16,04 mil         |
| 2012 | 15,90 mil         |
| 2013 | 16,52 mil         |
| 2014 | 16,59 mil         |